# Aristolochia mollissima
Aristolochia mollissima är en piprankeväxtart som beskrevs av Henry Fletcher Hance. Aristolochia mollissima ingår i släktet piprankor, och familjen piprankeväxter. Inga underarter finns listade i Catalogue of Life.